# Yuki Amano
Yuki Amano (天野 悠貴 Amano Yuki?), född 17 april 2000 i Tokyo prefektur, är en japansk fotbollsspelare.
Amano började sin karriär 2018 i FC Tokyo.